# Orde van de klimmende Zon
De Orde van de Klimmende Zon (Order of Udayaditya) is een ridderorde die uitsluitend door de Gaekwar (vorst) van Baroda en zijn echtgenote werd gedragen. De ridderorde werd in 1909 door Z.H. Farzand-i-Daulat-i-Inglishia Shrimant Maharadja Sir Sayaji Rao III Gaekwar Sena Khas Khel Shamsher Bahadur ingesteld.
De zoon en erfgenaam van de stichter, Gaekwar Pratap Singh droeg de orde bij zijn kroning in 1939.
De versierselen zijn erg kostbaar uitgevoerd maar iets minder rijk dan die van de Meest Nobele Orde van de Zon. Het kleinood is een gouden ster met zeven rood geëmailleerde punten op een bloem met zeven bladeren. In het midden is het gouden portret van de stichter geplaatst.

De ronde ster is van goud met vierentwintig evenlange gouden stralen en een centraal geplaatste kroon van Baroda op een rode ondergrond.

Het lint is wit met een brede roodbruine middenstreep en smalle saffraankleurige bies.
Op de witte ring rond het medaillon op ster en kleinood staat het motto "SATYAMEVA JAYATE" wat met "de waarheid zegeviert" kan worden vertaald.
Het kleinood werd om de hals en aan het lint over de rechterschouder gedragen. De ster wordt op de linkerborst gespeld.
De onderscheiding werd niet aan Britten uitgereikt. De Britse bestuurders van de Raj mochten geen geschenken en zeker geen ridderorden aannemen van de quasi onafhankelijke Indiase vorsten. De vorsten stonden bekend om hun enorme rijkdom maar zij werden door de ambtenaren van de Britse onderkoning scherp in de gaten gehouden.De regering maakte bezwaar tegen het bestaan van ridderorden in de vorstenstaten maar zij zag het bestaan ervan door de vingers zo lang als er geen Britten in die ridderorden werden opgenomen. In een enkel geval heeft men gesanctioneerd dat een politieman een medaille van een inlandse vorst ontving.
In 1947 werden de vorsten gedwongen om hun staten deel te laten uitmaken van de republiek India. In de "actie polo" greep het Indiase leger in opdracht van Nehru de macht in de zelfstandige rijken als Haiderapur en Patiala. De vorsten kregen een pensioen en zij bleven enige tijd een ceremoniële rol spelen. Hun ridderorden mochten niet worden gedragen in India maar voor zover het om gebruik binnen de familie en het hof ging werd het dragen van de orden van een maharadja door de vingers gezien.